# Stein (Middel-Franken)
Stein is een plaats in de Duitse deelstaat Beieren, gelegen in het Landkreis Fürth. De stad telt 14.346 inwoners.

## Geografie
Stein heeft een oppervlakte van 19,52 km² en ligt in het zuiden van Duitsland.
Ammerndorf ·
Cadolzburg ·
Großhabersdorf ·
Langenzenn ·
Oberasbach ·
Obermichelbach ·
Puschendorf ·
Roßtal ·
Seukendorf ·
Stein ·
Tuchenbach ·
Veitsbronn ·
Wilhermsdorf ·
Zirndorf